# Faro Punta Barloventa
Il Faro Punta Barloventa (in spagnolo) o Windward Point Light (in inglese) è il faro della Base navale di Guantánamo sull'isola di Cuba. In entrambe le lingue, spagnolo ed inglese, il suo nome significa "punta sopravvento".  Si trova sul promontorio di Bluff Point, sul lato orientale dell'ingresso della baia di Guantánamo. Attualmente il faro è gestito dal Cultural Committee of the Officers and Civilians Spouses Club ("Comitato Culturale del Club degli Ufficiali e Consorti Civili", in inglese) della base navale.

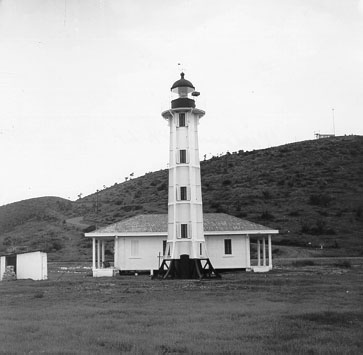
Fotografia del 1946

## Storia
Il primo segnale luminoso in questo sito risale al 1889. L'attuale faro, costruito negli Stati Uniti e trasportato a Cuba via nave, è stato eretto nel 1904. La sua lampada, che funzionava ad olio di balena, restò in funzione fino al 1955, anno in cui il faro venne decommissionato.
Nel 1988 il faro fu riattivato mediante l'installazione di una lampada elettrica alimentata ad energia solare, visibile solo fino a 5 miglia nautiche. La attuale luce, di potenza inferiore, ne fa un fanale più che un vero e proprio faro.

## Struttura
Si tratta di una torre interamente in metallo, alta circa 60 piedi. La scala che porta al locale della lanterna è composta di 67 gradini, L'interno della torre è rivestito in liste di mogano ad incastro. La lanterna è circondata dalla balconata di servizio (detta "galleria") e sormontata da una cupola in rame, provvista di una banderuola segnavento con l'indicazione dei punti cardinali.